# Хайнрих II фон Верденберг-Албек
Хайнрих II фон Верденберг-Албек (на немски: Heinrich II (IV), Graf von Werdenberg-Albeck; † сл. 1366/ 1368/1370) е граф на Верденберг-Албек. Резиденцията Албек днес е част от Лангенау в Баден-Вюртемберг.
Той е вторият син на граф Хайнрих I фон Верденберг-Албек († 1332/1334) и съпругата му графиня Агнес фон Вюртемберг (1293 – 1349), дъщеря на граф Еберхард фон Вюртемберг († 1325) и първата си съпруга, вероятно Аделхайд фон Верденберг, или на Маргарета от Лотарингия († пр. 1296), дъщеря на херцога на Горна Лотарингия Фридрих III († 1303), или на третата му съпруга Ирменгард фон Баден († 1320). Внук е на Рудолф II фон Верденберг-Зарганс († 1323) и втората му съпруга Аделхайд фон Бургау († ок. 1307), дъщеря наследничка на маркграф Хайнрих II фон Бургау († 1293) и Аделхайд фон Албек († 1280).
Той и братята му си разделят през 1349 г. швабската собственост: Хайнрих II получава Алпек. По-големият му брат е граф Еберхард I фон Верденберг-Швалнег († 28 май 1383).
През 1383 г. граф Конрад фон Верденберг продава замъка и град Алпек/Албек за 6830 гулден на имперския град Улм; тази линия изчезва през 1415 г.

## Фамилия
Хайнрих II фон Верденберг-Албек се жени 1101 г. за Берта фон Кирхберг († 1366), дъщеря на граф Конрад IV фон Кирхберг († сл. 1315). Бракът е бездетен.
По други източници те имат две деца (вероятно те са деца на брат му Еберхард I фон Верденберг-Швалнег):
- Хайнрих VI фон Верденберг-Албек († 1388), граф, женен I. ок. 8 януари 1359 г. за Елизабет I фон Йотинген († пр. 25 февруари 1370), II. пр. 25 февруари 1370 г. за Агнес фон Хелфенщайн († сл. 1386) (вероятно е син на брат му Еберхард I фон Верденберг-Швалнег)
- Удилхилд фон Верденберг-Алпек († сл. 1399), омъжена пр. 20 септември 1369 г. за граф Албрехт II фон Льовенщайн-Шенкенберг († пр. 20 май 1382)